# Entrada de Diego de Rojas al Tucumán
En 1543 el teniente de gobernador de la Provincia de Charcas, Diego de Rojas, realizó una entrada al Tucumán, efectuando este capitán y sus hombres una gran hazaña al explorar un medio desconocido y hostil y penetrar en el actual Noroeste argentino. Aunque Rojas murió en la travesía, la expedición continuó hasta alcanzar el río Paraná y retornó al Alto Perú sin hallar los tesoros que buscaban. 

## Antecedentes
El interior argentino comenzó a ser explorado poco después de la conquista del Perú. Luego de que en 1527 Sebastián Caboto fundara el Fuerte Sancti Spiritus, cerca de la desembocadura del río Carcarañá en el río Paraná, envió a Francisco César con un grupo de soldados en busca de un camino al Perú, debiendo retornar a los tres meses (Expedición de Francisco César). César se dirigió hacia el interior y luego retornó al fuerte. Relató que habían visto una tierra muy rica que tenía "ovejas del Perú" (llamas) y gran abundancia de joyas y metales preciosos, que con el tiempo derivó en la leyenda de la Ciudad de los Césares.
En 1536, Diego de Almagro proveniente del Perú recorrió las actuales provincias argentinas de Jujuy, Salta y Catamarca en busca de un paso hacia Chile, resultando en el descubrimiento de ese país.

## Preparación de la expedición
Se creía entre los conquistadores del Perú que hacia el sur de América existía un reino indígena muy rico, el país de Trapalanda, junto con la leyenda de la Ciudad de los Césares. Distintas versiones situaban ese reino hacia el estrecho de Magallanes o hacia el río de la Plata. Rojas pensaba que estaba en esa última dirección (hacia el Sudeste), por lo que en 1539 emprendió una expedición por el valle de Tarija hacia la tierra de los chiriguanos en el Gran Chaco en busca de abrir un camino hacia el río de la Plata, llegando hasta el río Pilcomayo. Fracasado ese intento, buscó lograrlo por el Tucumán o Tukma, para lo cual solicitó al gobernador del Perú, Cristóbal Vaca de Castro, que le encomendara la entrada a una provincia situada entre Chile y el nacimiento del Río Grande que llaman de la Plata, apoyado en los méritos contraídos en la guerra contra Almagro.
Vaca de Castro aceptó rápidamente, lo mismo que hizo con otros capitanes que le solicitaron realizar exploraciones, con la idea de alejarlos de posibles luchas intestinas. El gobernador escribió al rey el 24 de noviembre de 1542:

Asimismo hay noticia que entre la provincia de Chile y el nasçimiento del río grande que llaman de La Plata, ay una provincia que se llama [ ], hazia la parte del mar del Norte, de aquel cabo de las sierras nevadas, que diz que es muy poblada y rica; por manera, que la cordillera de las sierras nevadas que atraviesa estas provinçias hacia el Estrecho, queda entre las provinçias de Chili y esta tierra: tengo proveído para ello capitán Diego de Rojas por ser persona zelosa del servicio de V.M e que tiene mucho cuidado del tratamiento de los indios, con muy buena compañía de gentes.

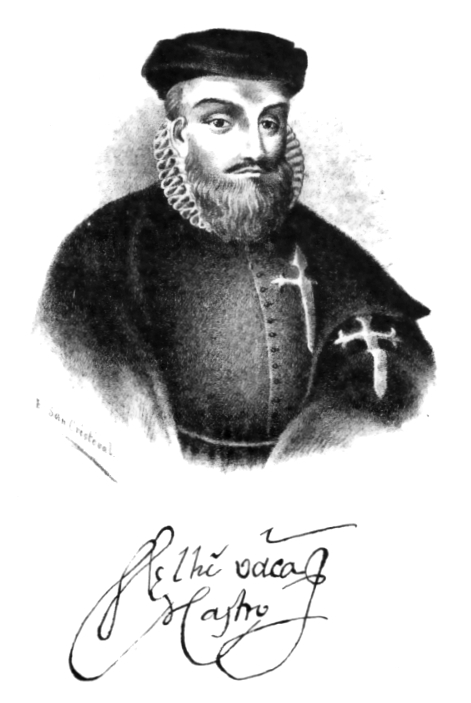
Cristóbal Vaca de Castro y su firma, según grabado de Evaristo San Cristóval, 1891.

El cronista mayor de Indias, Antonio de Herrera, afirmó que Vaca de Castro nombró al regidor de Cuzco Felipe Gutiérrez y Toledo como capitán general de la conquista, a Diego de Rojas justicia mayor y gobernador de las tierras que descubriera, y a Nicolás de Heredia maestre de campo. Siendo los tres socios de la empresa. Sin embargo, eso está en contradicción de que Rojas tenía el mando militar también, lo cual es afirmado por Ruy Díaz de Guzmán que dice que Gutiérrez era el segundo.
El 14 de diciembre de 1542 Rojas le extendió un poder a su yerno Francisco de Cárdenas para que llevara refuerzos al puerto de Arauco en la Araucanía. Aunque un barco fue comprado en Arequipa, al parecer no salió con los refuerzos.

Que Yo pueda efectuar esta jornada que al presente hago adelante de las provincias de Chile ... e para que compradas las dichas armas e caballo y esclavos negros, herraje e munición, los podáis meter y metáis en qualquiera navíos que os pareciere, así comprandolos como fletandolos, para que puedan llevar lo que ansi os pareciere meter en ellos al puerto de la provincia de Chile o al puerto de Arauco que es adelante de la dicha provincia de Chile.

En el poder que Vaca de Castro envió a Pedro de Valdivia el 6 de enero de 1543 para que gobernase en Santiago de Chile como su lugarteniente, aclara que Rojas llevaba el cargo de capitán general y lugarteniente del gobernador, y que su jurisdicción iba desde la cordillera de los Andes hasta el estrecho de Magallanes y el océano Atlántico:

... porque este termino e tierra que ay desde la dicha provincia de Copoyapo asta el dicho río de Arauco vos señalo en nombre de S.M. por Vuestro descubrimiento y conquista que se extiende por la costa
arriba y porque en nombre de S.M. tengo proveído al capitán Diego de Rojas por mi lugarteniente de gobernador e capitán general para que como tal vaya a por la cordillera a parte de la sierras nevadas descubriendo toda la tierra que por alli obiere acia el estrecho de Magallanes y acia la mar del norte ...

Explica también que la jurisdicción de Rojas se extendía también al sur del río de Arauco:

... y a lo suso dicho entendiese que si el dicho Diego de Rojas allare disposicion de tierra detras de las dichas cordilleras e sierras nevadas azia la mar del norte e poblare en ellas no baje acia el río de Arauco y en tal caso conquisteis vos el dicho capitán Valdivia y sigais vuestro descubrimineto acia el río de Arauco e de alli en adelante azia el dicho estrecho de Magallanes y si el capitán Diego de Rojas no poblase detras de las dichas sierras e tierra adentro e quisiera bajar al dicho río de Arauco y acer cerca de el un pueblo de españoles pa la sustentacion de su gente y seguir su descubrimiento e conquista acia el dicho estrecho y atravesar hacia la mar del norte en tal caso vos el dicho capitán Pedro de Valvivia sigais el dicho descubrimiento y atravesando las dichas cordilleras y sierras acia la mar del norte todo el paraje que se vos señala ques de la dicha provincia de Copoyapo hasta el dicho río de Arauco ...

Sobre el número de expedicionarios no hay concordancia entre los cronistas:

e juntaron ciento e treinta españoles de pie e de a caballo
Pedro Cieza de León

más de doscientos hombres
Diego Fernández de Palencia

Los que entraron fueron hasta doscientos y cincuenta hombres
Pedro Gutiérrez de Santa Clara

los que entraron en esta demanda fueron doscientos y cincuenta hombres muy valientes y animosos, los quales fueron bien aderescadas las personas y apercebidos de muchas armas, cauallos, y gran servicio de negros, negras, yndios, yndias y muchos yndios amigos.
Citado por Manuel Lizondo Borda

Acompañaban a los españoles yanaconas y esclavos. La expedición iba bien armada y llevaba caballos. Viajaba también el sacerdote Francisco Galán de la Orden de los Comendadores de San Juan y el clérigo Juan Cedrón. Iban también en la expedición tres mujeres: Catalina de Enciso, con Felipe Gutiérrez, Leonor de Guzmán, con Hernando Carmona y María Lope con Bernardino de Balboa.

## Al mando de Diego de Rojas
Desde el Cuzco, Rojas partió en vanguardia en mayo de 1543 con 60 (según Lozano) u 80 soldados en dirección al valle de Xaguana por el camino del Inca hacia el Collasuyo, seguido dos semanas después por Gutiérrez con 90 soldados, y luego a mediados de junio por Heredia con 18 hombres. Pasaron por Ayaviri, Chucuito, bordearon el lago Titicaca, Juliaca, Chuquiabo (actual La Paz) hasta La Plata (la actual Sucre), que Rojas había ayudado a fundar.
Desde Tupiza Rojas ingresó al actual territorio argentino por Calahoyo (al oeste de La Quiaca) y continuó por los asentamientos indígenas de Moreta, Cochinoca, Casabindo, Rincón de las Salinas, Tambo de Moreno, sobre la quebrada del Toro, hasta llegar a la antigua Chicoana, probablemente en septiembre de 1543. Esta Chicoana se hallaba en la actual La Paya en los valles Calchaquíes y era la cabecera de la provincia incaica de Chicoana o Sikuani. Allí halló algunas gallinas de Castilla que se presume Francisco César había dejado entre los indígenas en 1528. Esas gallinas fueron causa de torcer el camino creyendo Don Diego de Rojas hallar mejor tierra hacia el Sudeste luego de que los indígenas les dijeran que las gallinas provenían de cristianos que habitaban una tierra muy rica en oro y plata. Desde Chicoana Rojas envió a 4 hombres en busca de Gutiérrez y el 1 de octubre de 1543 continuó con 40 hombres hacia la provincia incaica de Quire-Quire, dejando una guarnición de 20 a 40 hombres al mando de Diego Pérez de Becerra en espera de Gutiérrez. A mediados de octubre llegaron a Tolombón, probablemente la cabecera de Quire-Quire.
Rojas continuó por los valles Calchaquíes hasta Amaicha del Valle, donde abandonó el camino principal que se había acordado seguir, que iba hacia el valle de Santa María, y se dirigió por el río Amaicha hacia el valle de Tafí cruzando la sierra de Aconquija (los Andes del Tucumán, según los conquistadores) por el abra del Infiernillo. Dejando a su izquierda el cerro Pelado continuó por la quebrada del Portugués siguiendo el río del Pueblo Viejo hasta llegar al llano, tierra de los tonocotés. Llegó al pueblo de Tucma, que algunos autores identifican con Tucumanao en el valle de los Pacipas al oeste de Catamarca, que encontró desolado y sin alimentos, por lo que se dirigió al pueblo diaguita de Capaya. Varios autores identifican a Capaya con el actual Capayán de Catamarca (a donde habría llegado cruzando la sierra de Ambato, probablemente por la quebrada de Pomán), sin embargo, Salvador Canals Frau pensaba que se hallaba en La Rioja entre los actuales pueblos de Chañarmuyo y Copacabana, y Manuel Lizondo Borda lo ubica en Tucumán, sobre el río Medinas, el hoy desaparecido pueblo de Acapyanta o Acapayanta. 
En Capaya fue recibido por el cacique Canamico (a quien le faltaba una pierna) rodeado de 1.500 guerreros, prohibiéndole que avanzara sobre sus tierras. Rojas envió al padre Galán con un intérprete a pedirle alimentos y permiso para pasar por sus tierras, pero fue rechazado, por lo que se acercó solo y fue acorralado. Peleó solo hasta que llegaron sus hombres muriendo algunos indígenas, dispersándose los demás. Rojas consiguió lo que buscaba y luego quedó en buenas relaciones con Canamico, a quien perdonó la vida. Ante el peligro de un ataque indígena, retornaron a Tucma, que al entrar sigilosamente hallaron con sus habitantes. Rojas envió a  Francisco de Mendoza a Chicoana a buscar a Gutiérrez para que acelerara su marcha y a la guarnición que dejó allí. Al quinto día los habitantes de Tucma se alejaron de pronto llevándose todos los alimentos en un intento por obligarlos a partir, lo que debió hacer Rojas ante el peligro del hambre. 
Salió hacia el sudeste siguiendo el río Salí en busca de Concho en el río Dulce (entre Termas de Río Hondo y el Dique Los Quiroga), lugar a 15 leguas de Capaya en donde Canamico le había dicho que había alimentos, precedido por López Ayala. En Concho se abastecieron saqueando los poblados. Allí los alcanzó Gutiérrez (probablemente en diciembre de 1543), quien había sido encontrado en Totaparo por Mendoza, llegando con la guarnición dejada en Chicoana. Rojas envió desde Concho un destacamento a esperar a Heredia en la boca de la quebrada del Portugués.
Al parecer Gutiérrez convenció a Rojas de retomar el camino original, por lo que en enero de 1544 partieron desde Concho hacia el poniente en busca de Mocaquaxa ubicada a 14 leguas. En dirección hacia el extremo norte de la sierra de Ancasti o del Alto, o de la Cumbre de Narváez. En ese trayecto se extravían, dirigiéndose en busca de agua a Salabina (que no es la Salavina actual, sino que probablemente al sur de la sierra de Guasayán) en el país de los juríes (posiblemente los tonocotés). Cuando se dirigían al río Soconcho (Dulce), en un lugar de la provincia de Salabina los juríes del cacique Sinchiuaina les opusieron mucha resistencia, durando una batalla tres días, a consecuencia de la que murió Rojas en enero de 1544 luego de agonizar 6 días por una flecha envenenada que recibió en una pierna. Fue asistido por Catalina de Enciso, compañera de Gutiérrez. El lugar de la muerte de Rojas ha sido identificado por el padre Pedro Lozano como Macacax, probablemente en la quebrada de Maquijata.

## Al mando de Francisco de Mendoza
Antes de expirar Rojas supo de los rumores que señalaban que había sido envenenado por Enciso y nombró a Francisco de Mendoza para comandar la expedición, relegando a Gutiérrez.
Heredia llegó a Chicoana y luego siguió en busca de Rojas. El cronista Pedro González de Prado que iba con él relató:

... en la provincia de Quiri Quiri, que son indios de guerra, yo quedé con otro compañero para tomar alguna guía que nos guiase el camino, e le tomamos e alanceamos a otros, el cual dicho indio nos guió hasta que nos pasó los Andes [Aconquija], que es una tierra de arboledas, e cerros, e sierras muy asperas que íbamos abriendo el camino con azadones e hachas, que duraron dieciocho leguas, adonde hay muchos ríos, adonde uno de los dichos ríos, que van muy recios, me llevaba, e milagrosamente Nuestro Señor me libró...

Desde el valle de Tafí Heredia llegó al llano probablemente por la quebrada del río los Sosa, ya que no se encontró con el destacamento que Rojas envió para esperarlo en la quebrada del Portugués, permaneciendo en un caserío durante tres meses.
Luego de la muerte de Rojas murió también el maestresala Francisco de Mercado en circunstancias similares, por lo que Mendoza condujo a los expedicionarios hacia el río Soconcho o Dulce, pasando por Tesuna a seis leguas de Salabina y luego siguieron el curso del río:

E yendo descubriendo por el río hallaron grandes poblaciones; los naturales de ellas son de las costumbres e trajes de los pasados, tienen diferentes maneras de religiones e hablan muchos lenguajes ... determinó de ir a una gran población que también se llamaba Soconcho, como el río

El pueblo de Soconcho, a la derecha del río Dulce, tenía de a ochocientas a mil casas. A mediados de marzo Mendoza hizo apresar a Gutiérrez y pocos días después lo envió prisionero al Cuzco con una partida de 30 hombres al mando del capitán Juan García de Almadén remontando el río Soconcho, con órdenes de apresar a Heredia. Almadén encontró a Heredia en el caserío el 25 de abril de 1544 y lo apresó. Cuando Heredia llegó a Soconcho, fue obligado a renunciar sus derechos como lugarteniente de gobernador y capitán general en favor de Mendoza, y como maestre de campo en favor de Rui Sánchez de Hinojosa. Francisco de Mendoza fundó la ciudad y fuerte de Medellín del Soconcho. 
Por no haber aceptado secundar la rebelión de Gonzalo Pizarro, éste ordenó que Felipe Gutiérrez y Toledo fuera ejecutado por garrote vil en Huamanga en septiembre de 1544.
Para averiguar el antídoto contra el veneno utilizado por los juríes en sus flechas, hirieron a un indígena prisionero con una flecha envenenada, quien se curó utilizando ciertas hierbas. Luego del incendio de la ciudad de Medellín, continuaron viaje hacia el territorio diaguita, recorriendo las actuales provincias de Catamarca, La Rioja y el norte de San Juan, entrando en la de Córdoba por el valle de Calamuchita en 1545. Pero López de Ayala iba en vanguardia con 30 hombres guiado por un indígena que los condujo a una ciénaga y a un salitral, por lo que retrocedieron y le dieron muerte. En Calamuchita, Mendoza levantó el Fuerte de Malaventura en agosto de 1545 en territorio de los comechingones, con los que tuvieron combates.  
Mientras que Heredia quedó en custodia del Fuerte de Malaventura, Mendoza siguió el curso del río Tercero y del río Carcarañá, en dirección al río de la Plata con la idea de incorporarse a los adelantados que exploraban la región. Llegó al río Paraná en marzo de 1545 en el lugar en donde había estado el Fuerte Sancti Spiritus erigido por Sebastián Caboto. Desde allí siguió hacia el norte por la costa del Paraná hasta hallar una cruz con una carta de Domingo Martínez de Irala enterrada a su pie. La carta tenía detalles de la conquista de la región y advertencias sobre los indígenas hostiles. Mendoza siguió por 13 días rumbo a Asunción, pero debió retroceder a causa de las inundaciones y pantanos. Al no poderse sostener por el ataque de los comechingones, Heredia se dirigió siguiendo a Mendoza hasta la provincia de Chinchagones en la sierra de Achala, en donde construyó un pucará para defenderse.
Luego de tres meses, Mendoza retornó llegando al pucará de Chinchagones, trasladando a todos al Fuerte de Malaventura. Desde allí, Mendoza pretendió continuar hacia el Paraguay, pero el 8 de septiembre fue asesinado por el soldado Diego Álvarez de Almendral, debido a que se sintió agraviado por negarle un caballo. Junto con él fue asesinado Sánchez de Hinojosa, en una acción adjudicada a instigación de Heredia. Éste tomó el mando y nombró maestre de campo a Diego Álvarez.

## Al mando de Nicolás Heredia
Los sobrevivientes partieron hacia el Perú a principios de 1546 al mando de Heredia, retornando con rumbo norte hacia el Tucumán hasta llegar a la tierra de los diaguitas, donde descansan 10 días. Durante un mes deambularon entre los ríos Dulce y Salado y fueron atacados por los lules sobre el río Soconcho cuando se dirigían a Tucumán. En Tocaima (probablemente la actual Termas de Río Hondo) no consiguen suficientes alimentos, y Álvarez del Almendral fue enviado hacia la tierra de los lules en el río de aguas coloradas. Desde allí regresó y convenció a Heredia de invadir el territorio lule a fines de 1545, donde permanecieron dos meses. Como los ríos estaban desbordados, no pudieron alcanzar las montañas y remontaron el río Salí a fines de febrero de 1546. 

salieron soldados en cuadrillas por la montaña a descubrir el camino, el cual se abrió sin mucha dificultad y por él comenzaron de andar hasta que salieron a los llanos de Salta, por los cuales pasa el real camino de los Ingas que va del Cuzco a Chile.
Cieza de León

Heredia dejó un contingente en Quire Quire y siguió hacia el Perú, luego pensó en retroceder hacia el Tucumán, pero no lo realizó y al llegar a Sococha en el Alto Perú recibieron de los indígenas noticias confusas sobre la guerra entre los conquistadores del Perú. Luego de tres años y medio habían recorrido más de 4000 km. Una partida al mando de Gabriel Bermúdez avanzaba en retaguardia cuando se encontró con 6 ó 7 españoles procedentes de La Plata al mando de Lope de Mendoza, quienes huían de las fuerzas del capitán Francisco de Carvajal del bando sublevado contra el rey. Reunida toda la fuerza, se puso a favor del rey dirigiéndose a Pocona a las órdenes de Lope de Mendoza. Garcilaso de la Vega afirmó que Eran por todos ciento y cincuenta hombres casi todos de caballo. Cuando Carvajal llegó a Paria en ruta de Arequipa a La Plata, se enteró de la llegada de los expedicionarios. Carvajal los venció, siendo ejecutado Heredia por garrote y la cabeza de Lope de Mendoza terminó colgada en una picota en Arequipa.